# CrowdSource by Google
CrowdSource by Google (中文譯名：Google包眾) 是由跨國科技公司 Google 所建立的社群，CrowdSource 的宗旨是要讓任何教育程度、文化背景的人都能享受到人工智慧的方便。 此平台目前只有網頁版本和 Android 應用程式 
， iOS 應用程式仍在開發中。